# رندی میلر
رندی میلر (انگلیسی: Randi Miller؛ زادهٔ ۳ نوامبر ۱۹۸۳) کشتی‌گیر و رزمی‌کار زن اهل ایالات متحده آمریکا است.